# 신시라카와역
신시라카와역(일본어: 新白河駅, しんしらかわえき 신시라카와에키[*])은 일본 후쿠시마현 니시고촌에 있는 철도역이다. 역명과는 달리 시라카와 시내에 있지 않고 근교의 니시고 촌에 있다.

## 타는 곳

### 도호쿠 신칸센
| ■도호쿠 신칸센 | 1 | (상행) | 우쓰노미야・오미야・도쿄 방면     |
| ■도호쿠 신칸센 | 4 | (하행) | 고리야마・센다이・신아오모리 방면 |

### 기존선
| ■도호쿠 본선 | 5 | (상행) | 고리야마・구로이소・(구로이소 환승) 나스시오바라・우쓰노미야 방면 |
| ■도호쿠 본선 | 6 | (상행) | 고리야마・구로이소・(구로이소 환승) 나스시오바라・우쓰노미야 방면 |
| ■도호쿠 본선 | 6 | (하행) | 시라카와・야부키・스카가와・후쿠시마 방면                         |
| ■도호쿠 본선 | 7 | (하행) | 시라카와・야부키・스카가와・후쿠시마 방면                         |

## 인접역
| 동일본 여객철도 도호쿠 신칸센                  | 동일본 여객철도 도호쿠 신칸센 | 동일본 여객철도 도호쿠 신칸센   |
| ---------------------------------------------- | ----------------------------- | ------------------------------- |
| 나스시오바라 도쿄 방면                         | ■ 도호쿠 신칸센               | 고리야마 센다이·신아오모리 방면 |
| 동일본 여객철도 도호쿠 본선                    |                               |                                 |
| 시라사카 구로이소･나스시오바라･우쓰노미야 방면 | ■ 보통                        | 시라카와 고리야마·후쿠시마 방면 |